# Poecilopsis hector
Poecilopsis hector là một loài bướm đêm trong họ Geometridae.